# Либа Марія Гнатівна
Марія Гнатівна Либа (Одарчен) (4 травня 1928, село Слобідка-Чернелівська, тепер Красилівського району Хмельницької області — 13 лютого 2005, село Слобідка-Чернелівська Красилівського району Хмельницької області) — українська радянська діячка, новатор сільськогосподарського виробництва, ланкова колгоспу «Радянська Україна» Красилівського району Хмельницької області. Герой Соціалістичної Праці (8.04.1971). Депутат Верховної Ради УРСР 7-го скликання.

## Біографія
З дитинства працювала разом з мамою в ланці на буряках. Закінчила школу в Чернелівці. Після війни, з 1944 року працювала дояркою в колгоспі «Радянська Україна». У 1950 році пішла працювати в рільничу бригаду колгоспу «Радянська Україна» Красилівського району. Через деякий час її обрали ланковою. Ланка Марії Гнатівни Либи щорічно збирала по 500 центнерів цукрового буряка.
Послідовниця кузьминських п'ятисотинець Катерини Андрощук, Христини Байдич, Марії Пилипчук вміло застосовувала на практиці досвід передовиків, досягнення агротехніки. За роки 8-ї п'ятирічки в ланці Марії Либи середній урожай становив 515 центнерів з гектара. Неодноразово вона була учасником Виставки досягнень народного господарства в Москві, удостоєна звання «Відмінник соціалістичного змагання УРСР». 1970-й рік був рекордним — з кожного гектара зібрали по 610 центнерів цукрових буряків.
Указом Президії Верховної Ради СРСР від 8 квітня 1971 року за високі врожаї цукрового буряка Либі Марії Гнатівні було присвоєно звання Героя Соціалістичної Праці з врученням найвищої нагороди — ордена Леніна та медалі «Золота зірка». 

## Нагороди
- Герой Соціалістичної Праці (8.04.1971)
- Орден Леніна (8.04.1971)
- Орден Трудового Червоного Прапора (1965)
- Медалі